# José Enrique
José Enrique Sánchez (født 23. januar 1986 i Valencia) er en pensioneret spansk fodboldspiller, der spillede venstre back.
José Enrique begyndte sin karriere i Levante, men skiftede i 2005 til Valencia C.F., der umiddelbart efter udlejde ham til Celta Vigo for sæsonen 2005-2006. I 2006 skiftede han til Villareal og nåede at spille 23 kampe for klubben inden han i august 2007 blev solgt til Newcastle United for 6,5 million engelske pund.
Han opnåede 119 kampe for Newcastle i perioden 2007 til august 2011, hvor han blev solgt til Liverpool F.C. for 7 millioner pund.
Det blev til seks sæsoner i Liverpool og 76 kampe, men det var sparsomt med spilletid i de sidste tre sæsoner, og fik ophævet sin kontrakt i sommeren 2016. Derpå vendte han tilbage til hjemlandet, hvor han fik kontrakt med Real Zaragoza, hvor han fik 27 kampe. Imidlertid fik han en besværlig knæskade, der endte med at betyde, at han indstillede sin karriere i september 2017.
I 2018 blev José Enrique diagnosticeret med en sjælden hjernetumor, men efter en operation, hvor tumoren blev fjernet, blev han et år senere erklæret fuldstændig helbredt.